# Radio Duisburg
Radio Duisburg ist das Lokalradio für die Stadt Duisburg. Es ist seit dem 1. April 1990 auf Sendung (ursprünglich unter dem Namen Radio DU) und bekam seine Lizenz von der LfM. Chefredakteur ist Markus Augustiniak.

## Programm
Radio Duisburg sendet täglich acht Stunden Lokalprogramm (montags bis freitags 6.00–10.00 Uhr und 14.00–18.00 Uhr, samstags von 07.00 bis 12.00 Uhr und von 21.00 bis 00.00 Uhr und sonn- und feiertags von 09.00–14:00 Uhr und 21.00 bis 00.00 Uhr). Dazu gehören die Morgensendung „Guten Morgen Duisburg“ zwischen 6.00 Uhr und 10.00 Uhr, die im wöchentlichen Wechsel von Michèle Timm bzw. Thorsten Krappa moderiert wird. Moderatoren der Nachmittagssendung sind Jens Kobijolke und Michèle Timm.
In den Lokalnachrichten arbeiten Michele Timm (Nachrichtenchefin), Alexandra Krieg, Jens Vossen, Tim Gißke und Dogan Klingen.
Außerdem strahlt Radio Duisburg auf seinen Frequenzen gemäß den gesetzlichen Bestimmungen Bürgerfunk aus. Diesen kann man täglich abends von 20.00 Uhr bis 21.00 Uhr hören. Das Restprogramm und die Nachrichten zur vollen Stunde werden von Radio NRW übernommen. Als Gegenleistung sendet Radio Duisburg stündlich einen Werbeblock von Radio NRW. Darüber hinaus werden alle Punktspiele des Viertligisten MSV Duisburg übertragen.

## Moderatoren und Nachrichtenredakteure
Chefredakteur ist Markus Augustiniak.
Chefs vom Dienst sind Jannine Köksalan-Kolecki und Jens Kobijolke, Nachrichtenchefin ist Michèle Timm, Leiterin der Online- und Digital-Abteilung ist Antonia Röper.
Die Morgensendung im wöchentlichen Wechsel von Michèle Timm und Thorsten Krappa moderiert. Weitere Moderatoren sind Jens Kobijolke, Jens Voßen und Timo Düngen, Tim Gißke und Jannine Köksalan-Kolecki und Antonia Röper.
Als Duisburg-Reporter sind Jens Vossen, Jens Kobijolke, Dogan Klingen und Tim Gißke im Einsatz. Online-Reporterin ist Virginia Scholz.
Einmal die Woche produziert Tim Gißke den Podcast „Streifendienst 19.02“, in dem er das Geschehen rund um den MSV Duisburg kommentiert.

## Reichweite
Gemäß der Reichweitenanalyse E.M.A. NRW 2025 I erzielte Radio Duisburg beim Wert „Hörer gestern“ (Montag bis Freitag) eine Quote von 21 %. Demnach schalten täglich etwa 88.000 Hörer ihr Lokalradio für Duisburg ein.
In der sogenannten Kernzielgruppe der Hörer zwischen 14 und 49 Jahren erreicht der Sender 27 % der Duisburger. Damit ist das Radio mit einem Marktanteil von 28 % Marktführer in der Zielgruppe 14–49 Jahren im gesamten Sendegebiet.
Die Verweildauer im Programm (durchschnittliche Hördauer in Minuten) liegt werktags bei 170 Minuten, ein Anstieg um 23 Minuten innerhalb eines Jahres.
„Radio Duisburg am Morgen“ von 6:00 bis 10:00 Uhr mit Michèle Timm und Thorsten Krappa ist die erfolgreichste Sendung des Programms, die durchschnittliche Stundenreichweite über den ganzen Tag (Montag – Freitag) beträgt 6 %, damit schalten pro Stunde etwa 24.000 Menschen ein.

## Unternehmen
Radio Duisburg wird, wie auch alle anderen NRW-Lokalradios, durch das so genannte „Zwei-Säulen-Modell“ getragen. Das bedeutet: Den redaktionellen Inhalt verantwortet die Veranstaltergemeinschaft Radio Duisburg e. V. (VG), ein Verein der mit Vertretern von Vereinen und Verbänden des öffentlichen Lebens in Duisburg besetzt ist. Die VG Radio Duisburg ist somit Inhaber der Sendelizenz und Arbeitgeber der Redaktionsmitglieder und bestimmt die Chefredaktion, die dann das Programm inhaltlich verantwortet. VG-Vorsitzender ist Dr. Gerhard Jahn, seine Stellvertreter sind Wolfgang Schmitz und Sabine-Merkelt-Rahm.
Die zweite Säule bildet die Betriebsgesellschaft (BG). An ihr sind die Verleger-Holding Radio Duisburg (94,18 Prozent Zeitungsverlag Niederrhein (89,4 Prozent Funke Mediengruppe und 10,6 Prozent Rheinisch-Westfälische Verlagsgesellschaft) und 5,82 Prozent Rheinische Post Mediengruppe) mit 75 Prozent und die Duisburger Versorgungs- und Verkehrsgesellschaft mit 25 Prozent beteiligt. Vermarktungsaufgaben im Bereich Radio-Werbung wurden an die Funke-Medien-Gruppe ausgelagert.

## Empfang
Radio Duisburg deckt mit seiner Frequenz 92,2 MHz (100 W) das Stadtgebiet Duisburgs ab und ist teilweise noch im Kreis Wesel, Essen, Mülheim, Oberhausen, Krefeld, Ratingen und Düsseldorf zu empfangen. Das Programm wird in die Kabelnetze Duisburg (101,75 MHz), Moers, Krefeld und Mülheim an der Ruhr eingespeist. Der Sender ist zudem über Internetradio weltweit zu empfangen.

## Persönlichkeiten
Wolfgang Trepper, mittlerweile bekannter Kabarettist, moderierte von 1997 bis 2002 beim Lokalsender Radio Duisburg gemeinsam mit Marc Weiss die Satire-Show Streichzart und war von 1998 bis Juni 2007 als Chef vom Dienst des Senders tätig.